# Kavaja
Kavaja (albanska: Kavajë med böjningsformen Kavaja; turkiska: Kavalye) är en ort och kommun i Tirana prefektur i mitten av Albanien. Den ligger åtta meter över havsnivån. Invånarantalet är cirka 28 900 inom staden, och inom Kavajë distrikt bor omkring 123 000 invånare (2005). Omkring 95 procent av befolkningen i Kavaja är muslimer.